# 中国人民解放军海军418潜艇海难
418潜艇是一艘M级小型潜艇（苏联婴儿级），舷号418。该潜艇原为苏联海军M-279号潜艇，移交中国人民解放军海军后，更名为国防-24号，舷号204，后来改为418。该潜艇隶属于东海舰队。
1959年12月1日，东海舰队418潜艇在舟山海域完成军事演习上浮海面的时候，与一同参与演习的衡阳号护卫舰发生碰撞而沉没，造成38人死亡，仅一人生还。

1959年11月24日起，东海舰队护卫舰6支队18大队“昆明”、“成都”、“衡阳”3舰，与潜艇22支队416艇、418艇，为推翻中華民國政府而进行演习。但护卫舰6支队18大队大队长与政委，“成都”、“衡阳”舰舰长和政委，418艇政委均在岸上参加批判“彭、黄”(彭德怀、黄克诚)的無產階級军事路线，未参与演习，由“昆明”舰舰长临时指挥编队演习。13时55分在演习结束时，由“昆明”舰舰长（代理大队长）下令“衡阳”舰立即停车，在潜艇起浮点附近漂泊，418艇在上浮时未按规定关闭第二道水密门及二舱、三舱、四舱的水密门。在上浮时与衡阳”舰发生碰撞，随即沉没于40米深的海底。沉没后首舱有5人，五舱和六舱的有10人存活。12月2日凌晨5点时，在15个小时后氧气不足时，逃到六舱的10人决定逃生。当时受损的深度表指示为水下8米，而实际的深度为40米，从六舱逃生的10人中9人由于上浮太快因减压症而死亡，仅军士长王发全一人生还。首舱的5人无人生还。
418潜艇海难后，中国海军未处分临时指挥编队的“昆明”舰舰长和“衡阳”舰实习舰长。